# Instituto de Música R. Glier Kyiv

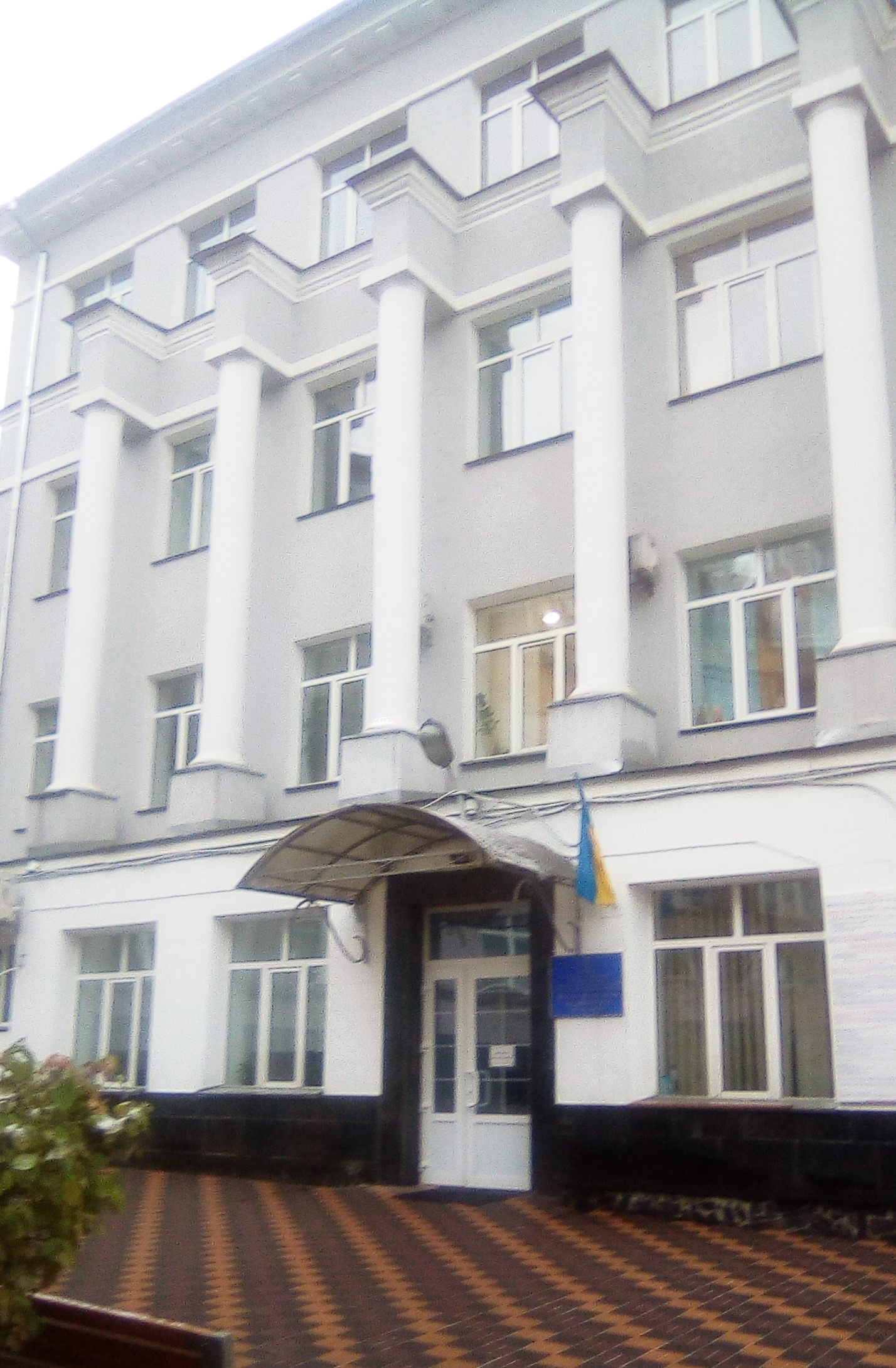
Fachada do instituto, em Kiev

O Instituto de Música R. Glier Kyiv foi o primeiro conservatório de música ucraniana estabelecido no final do século XIX em Kiev. No início do século XX foi dividido em duas escolas de música, a Escola de Música Glière e o Conservatório de Kiev (agora Academia de Música de Kiev). Ao longo do século XX muitos músicos mundialmente famosos se formaram nesta escola, como Vladimir Horowitz e Mélovin.
Em 2008, tornou-se o Instituto de Música R. Glier Kyiv. Desde 2018 - Academia Municipal de Música R. Glier Kyiv.